# داريو مارتينيلي
داريو مارتينيلي (بالإيطالية: Dario Martinelli)‏ هو ملحن إيطالي، ولد في 1 مارس 1974 في أندريا في إيطاليا.

## وصلات خارجية
- داريو مارتينيلي على موقع IMDb (الإنجليزية)